# Meridiano 141 oeste
El meridiano 141 oeste de Greenwich es una línea de longitud que se extiende desde el Polo Norte atravesando el océano Ártico, América del Norte, el océano Pacífico, el océano Antártico y la Antártida hasta el Polo Sur.
El meridiano 141 oeste forma un gran círculo con el meridiano 39 este.
Parte de la frontera entre Estados Unidos (Alaska) y Canadá (Yukon) está definida por el meridiano.
Comenzando en el Polo Norte y dirigiéndose hacia el Polo Sur, el meridiano 141 oeste pasa a través de:
| Coordenadas                         | País, territorio o mar           | Notas |
| ----------------------------------- | -------------------------------- | --- |
| 90°0′N 141°0′O / 90.000, -141.000   | Océano Ártico                    | |
| 73°40′N 141°0′O / 73.667, -141.000  | Mar de Beaufort                  | |
| 69°39′N 141°0′O / 69.650, -141.000  | Estados Unidos / Canadá frontera | Alaska / Yukon |
| 60°19′N 141°0′O / 60.317, -141.000  | Estados Unidos                   | Alaska (Yakutat) |
| 59°46′N 141°0′O / 59.767, -141.000  | Océano Pacífico                  | Pasa justo al oeste de la isla Eiao, Polinesia Francesa Pasa justo al este del atolón Napuka, Polinesia Francesa Pasa justo al oeste del atolón Fangatau, Polinesia Francesa Pasa justo al oeste del atolón Amanu, Polinesia Francesa |
| 18°4′S 141°0′O / -18.067, -141.000  | Polinesia Francesa               | Atolón Hao |
| 18°11′S 141°0′O / -18.183, -141.000 | Océano Pacífico                  | Pasa entre los atolones Manuhangi y Paraoa, Polinesia Francesa |
| 60°0′S 141°0′O / -60.000, -141.000  | Océano Antártico                 | |
| 75°35′S 141°0′O / -75.583, -141.000 | Antártida                        | Territorio no reclamado |